# Aloma, die Tochter der Südsee
Aloma, die Tochter der Südsee (Originaltitel: Aloma of the South Seas) ist ein US-amerikanischer Abenteuerfilm von Alfred Santell, inszeniert im Jahr 1941. Das Drehbuch basiert auf einer Erzählung von Curt Siodmak sowie einem Bühnenstück von LeRoy Clemens und John B. Hymer. Uraufgeführt wurde der Film am 27. August 1941 in New York City. In Deutschland wurde der Film erstmals am 6. Juli 1951 in den Kinos gezeigt.

## Handlung
Während einer Zeremonie auf einer Südseeinsel wird Aloma als Verlobte für den Thronfolger Tanoa auserwählt. Tanoa ist zu dieser Zeit noch ein Junge und wird zur Ausbildung in die Vereinigten Staaten geschickt. Zu seinem Schutz wird er von Corky begleitet. Während Tanoas Abwesenheit verliebt sich Aloma in dessen Freund Revo.
15 Jahre später stirbt der König der Insel. Tanoa kommt aus den Vereinigten Staaten zurück, um seine Nachfolge anzutreten. Tanoa ist mittlerweile zu einem Stadtmenschen geworden. So schockt ihn die Tatsache, dass ihm als Geschenk zwei Mädchen übergeben werden. Doch mit der Zeit gewöhnt er sich wieder an die Lebensweise der Insulaner. Der Hohepriester will Tanoa nun zu seiner auserwählten Braut Aloma führen. Doch die beiden lehnen sich gegen die arrangierten Hochzeitspläne auf. Am Tag des geplanten Treffens geht Tanoa fischen. Aloma entschlüpft ihrer Bewacherin Tarusa und geht schwimmen. Die beiden, die sich noch nie gesehen haben, treffen in einer Lagune aufeinander. Als sie sich einander vorgestellt haben, geben beide vor, hier jemanden treffen zu wollen. Sie verlieben sich ineinander, was Revo extrem eifersüchtig macht.
Revo zeigt seinen Hass auf Tanoa, indem er einen Ziegenhirten tötet. Um Tanoa vor Revos Rachegelüsten zu schützen, gibt Aloma vor, Revo zu lieben. Eine andere Frau, Kari, ist selber in Revo verliebt und erzählt Tanoa die wahren Umstände. Tanoa rät Kari, mit Revo zu einer anderen Insel zu ziehen, ansonsten werde er hingerichtet. Revo weigert sich und lauert Tanoa am nächsten Morgen auf. Tanoa besiegt ihn im Kampf und lässt ihn mit Kari in einem Boot wegsegeln. Als Kari Revo ihre Liebe gesteht, tötet er sie und kehrt zur Insel zurück.
Am Tage der Hochzeit von Aloma und Tanoa erfährt Corky von Revos Rückkehr. Nach der Hochzeitszeremonie tötet Revo den Hohepriester. Die Gäste greift er mit einem Maschinengewehr von einer Klippe aus an. Um ihn zu erreichen, klettert Tanoa die Klippe hinauf und bekommt dabei von Corky, der eine Pistole benutzt, Feuerschutz. Genau zu diesem Zeitpunkt bricht der Inselvulkan aus. Die Insulaner interpretieren den Ausbruch als Gottes Wille. Revo wird durch einen Steinschlag getötet. Tanoa, Aloma, Corky, Tarusa und Alomas Freundin Nea können der Lava entkommen. Der Vulkan beruhigt sich, die Insulaner können die Schäden des Ausbruchs reparieren.

## Kritiken
„Unbekümmert inszeniertes Melodram vor exotischer Kulisse.“

## Auszeichnungen
Für den Oscar 1942 wurden die Farb-Kamera und die Spezialeffekte (Farciot Edouart und Gordon Jennings für die Kamera-Effekte, Louis Mesenkop für die Ton-Effekte) nominiert.

## Hintergrund
- Der Film ist einer von über 700 Produktionen der Paramount Pictures, die zwischen 1929 und 1949 gedreht wurden, und deren Fernsehrechte 1958 an Universal Pictures verkauft wurden.
- Der Film ist das Remake von Aloma, die Blume der Südsee von 1926, das ebenso auf dem Bühnenstück basierte. Regie führte hier Maurice Tourneur, die Titelrolle spielte Gilda Gray.
- Für den oscarnominierten Kameramann William E. Snyder war es die zweite Arbeit an einem Kinofilm. Sein Kollege Karl Struss war der Gewinner des ersten Kamera-Oscars 1929.
- Die Ausstattung des Films lag in den Händen der späteren Oscar-Gewinner Hans Dreier und Walter Pereira, die Kostüme stammten von der später achtfachen Oscar-Preisträgerin Edith Head.
- Das Spezial-Effekt-Team war 1942 für zwei Filme nominiert. Mit I Wanted Wings gewannen sie den Oscar.
- Katherine DeMille war das Adoptivkind des Regisseurs Cecil B. DeMille. Zum Zeitpunkt der Dreharbeiten war sie mit Anthony Quinn verheiratet.
- Dorothy Lamour sing in dem Film den Song The White Blossoms of Tah-Ni, der von Friedrich Hollaender und Frank Loesser komponiert wurde.